# Владимирская улица (Ломоносов)
Влади́мирская улица — улица в городе Ломоносове Петродворцового района Санкт-Петербурга. Проходит от перекрёстка Кронштадтской улицы и Дворцового проспекта до Швейцарской улицы.

## История
улицы и Дворцового проспекта и Первоначально называлась Госпита́льной улицей и проходила от Еленинской улицы до улицы Костылева. Этот топоним известен с 1847 года. Название присвоено в связи с расположением в доме 12 Военного сухопутного госпиталя.
27 февраля 1869 года улицу переименовали во Владимирскую и продлили до Александровской улицы. Новое название дано в честь князя Владимира.
В 1920-х годах улицу продлили до Швейцарской.
В 1934 году Владимирскую улицу переименовали в Комсомо́льскую в связи с 15-летием образования первых в городе ячеек Российского коммунистического союза молодёжи (комсомол). Первый горком комсомола располагался на Еленинской улице, 25.
13 января 1998 года улице вернули историческое название Владимирская.

## Застройка

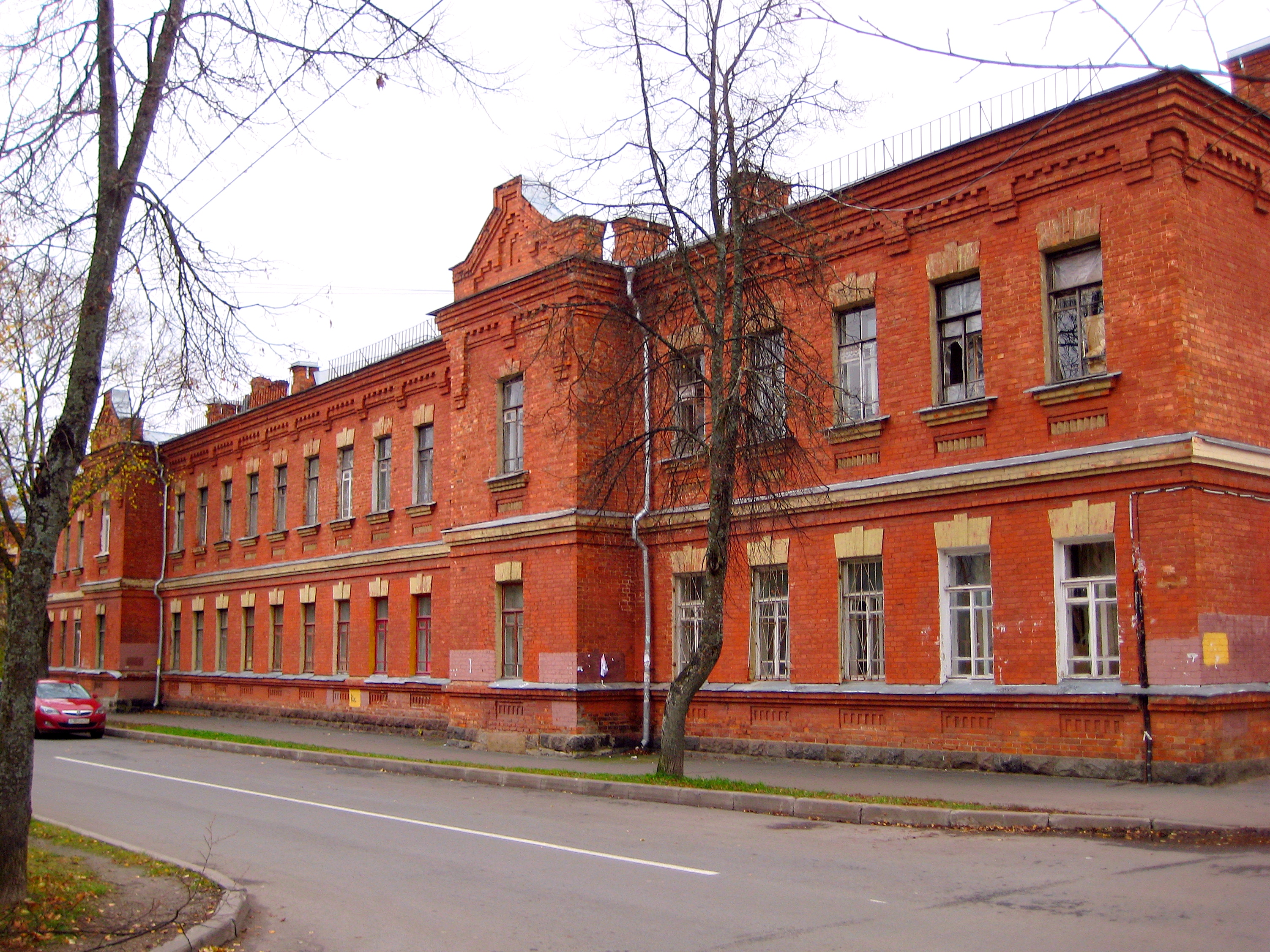
Дом 16 — одна из казарм Офицерской стрелковой школы

- дом 1 — дом Полевой (середина XIX в.; объект культурного наследия регионального значения[2]). В 1986 году здание сгорело. В 1990-х годах на месте дома Полевой начали строить конюшни и гостиницу. Западный (дворовый) объём был спроектирован из кирпича, а восточный (лицевой) — из брёвен с целью имитации облика утраченного памятника. Затем работы бросили, а часть конструкций лицевого корпуса вновь была уничтожена огнём. В таком полуразрушенном виде объект дошёл до наших времён[3].
- дом 10, литера А — западный флигель Военного госпиталя (1838—1840; объект культурного наследия регионального значения[4])
- дом 10, литера Б — казарма Офицерской стрелковой школы (конец XIX — начало XX века; выявленный объект культурного наследия[5])
- дом 12 — казарма Офицерской стрелковой школы (конец XIX — начало XX века; выявленный объект культурного наследия[5])
- дом 15 — казарма Офицерской стрелковой школы (конец XIX — начало XX века; выявленный объект культурного наследия[5])
- дом 19/15 — казарма Офицерской стрелковой школы (конец XIX — начало XX века; выявленный объект культурного наследия[5])
- дом 16 — казарма Офицерской стрелковой школы (конец XIX — начало XX века; выявленный объект культурного наследия[5])
- дом 16а — казарма Офицерской стрелковой школы (конец XIX — начало XX века; выявленный объект культурного наследия[5])

## Перекрёстки
- Еленинская улица
- улица Костылева
- Петровский переулок
- Александровская улица
- Красноармейская улица
- Швейцарская улица